# 走出监狱的女人
《走出监狱的女人》是金琛执导，周莉等人出演的一部电视剧，该剧主要讲述的是三个女囚在和警官張亞相处中，逐渐改邪归正的故事。

## 剧情简介
有一个女囚想要越狱，虽说通过她的努力，她成功了，不过之后还是被抓，并且在这之后，监狱决定派两个人和她住在一起。
不仅如此，女警张亚也从中暗中照顾这几个人，并在相处中接受了彼此，随后这三个女囚也改邪归正，并参加了女警张亚的葬礼。

## 演员表
- 周莉
- 吴若甫
- 安韩瑾
- 郑雅文
- 李君峰
- 李歌
- 郭虹
- 马精武
- 杨可心
- 张甲田
- 王丽媛

## 音乐原声
- 主题曲
  - 曲名：兩個人的戰役
  - 作词：吴君
  - 作曲：吴君
  - 演唱：周莉

## 其他
- 该作的原作者是教育的一名狱警。
- 主演为了入戏特地在监狱呆了一段时间。[5]

## 相關連結
- 豆瓣电影上《走出监狱的女人》的資料 （简体中文）
- 时光网上《走出监狱的女人》的資料（简体中文）